# Aššur-rabi I.
Aššur-rabi I. (Aschschur-rabi, Assur-rabi), Sohn des Enlil-nasir I. war ein assyrischer König. Er entmachtete Aššur-šaduni, Sohn des Nur-ili, nach nur einmonatiger Regierungszeit und bestieg selbst den Thron. Sein Nachfolger war sein Sohn Assur-nadin-ahhe. Seine Regierungsdaten sind in allen Versionen der assyrischen Königsliste abgebrochen.
| Autor              | Regierungszeit | Anmerkungen            |
| ------------------ | -------------- | ---------------------- |
| Cassin 1966        | -              | mittlere Chronologie   |
| Gasche et al. 1998 | 1450–1437      | Ultrakurze Chronologie |